# Diözese St Davids

Wappen der Diözese St Davids

Die Diözese St Davids bzw. das Bistum St Davids (englisch Diocese of St Davids bzw. Diocese of Saint David’s, walisisch Esgobaeth Tyddewi) ist eine Diözese der anglikanischen Church in Wales mit Sitz in St Davids. Bis zur englischen Reformation war es eine römisch-katholische Diözese.

## Geschichte

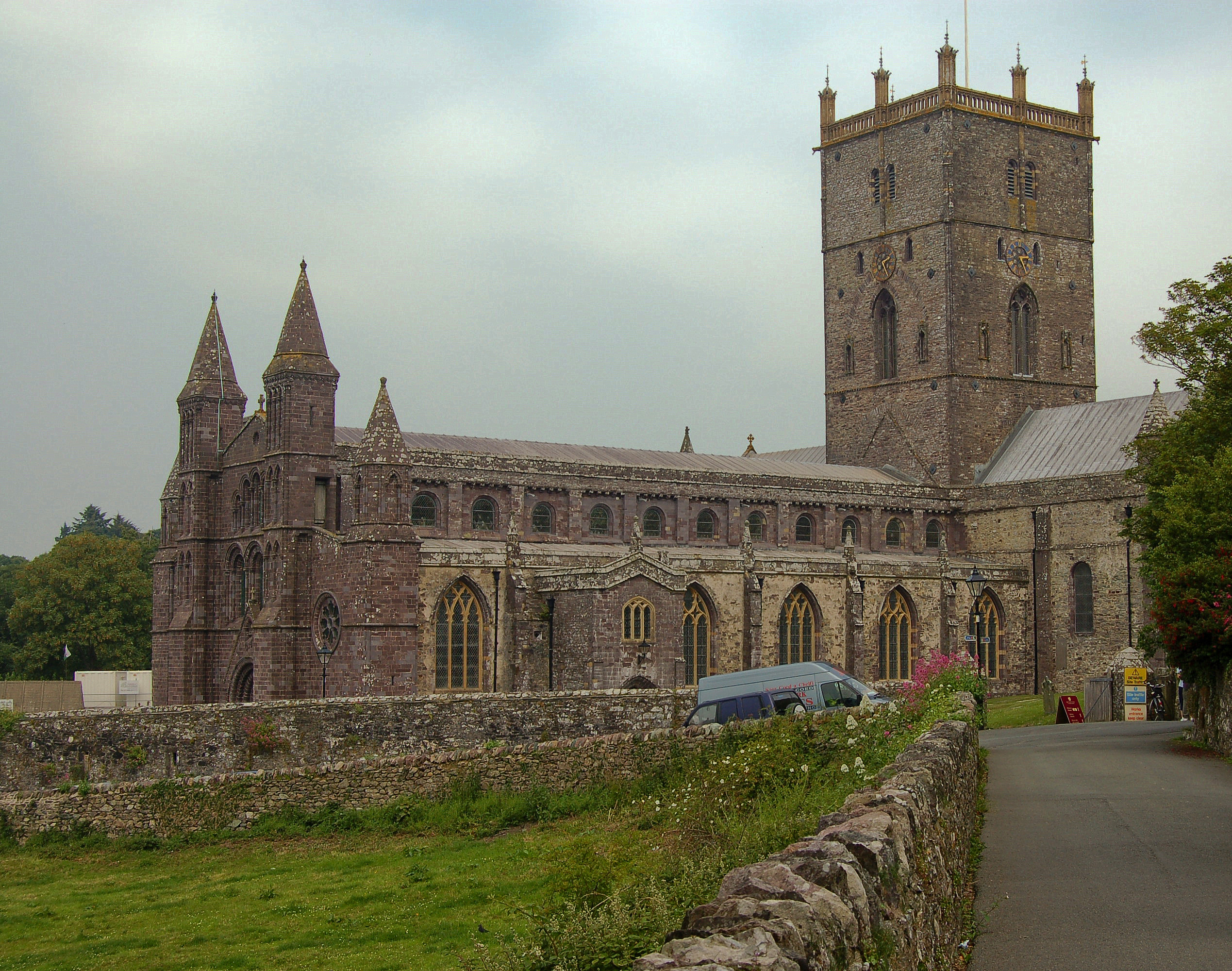
Kathedrale von St Davids

Das Bistum St Davids wurde im 6. Jahrhundert errichtet. Erster Bischof wurde David. Unter Bischof Peter de Leia wurde mit dem Bau der Kathedrale begonnen.
Der letzte römisch-katholische Bischof, Henry Morgan, wurde im Jahre 1559 von Königin Elisabeth I. abgesetzt. Bischof Henry Morgan starb im Dezember desselben Jahres.
Das katholische Bistum St Davids war dem Erzbistum Canterbury als Suffraganbistum unterstellt.
Nach der englischen Reformation gehörte das Bistum St Davids zur Kirchenprovinz Canterbury der Church of England, bis die walisische anglikanische Kirche 1920 als Church in Wales selbständig wurde.

## Bistumsleitung
Bischöfin ist derzeit (Stand 6/2023) Joanna Penberthy. Sie wurde 2016 gewählt, Weihe und Amtsübernahme erfolgten  2017. Im Mai 2023 gab sie bekannt, dass sie aus gesundheitlichen Gründen Ende Juli in den Ruhestand gehen werde.